# 名電赤坂站
名電赤坂站（日语：／ Meiden-Akasaka eki */?）是一個位於日本愛知縣豐川市赤坂町松本，屬於名古屋鐵道名古屋本線的鐵路車站。車站編號為NH06。

## 車站構造
可停靠4節編組的對向式月台2面2線地面車站。引入車站集中管理系統（管理站為國府站）後為無人站。6節編組的各站停車停靠時後2節會採用選擇性車門操作。
| 月台 | 路線       | 方向 | 目的地                 |
| ---- | ---------- | ---- | ---------------------- |
| 1    | 名古屋本線 | 下行 | 東岡崎、名鐵名古屋方向 |
| 2    | 名古屋本線 | 上行 | 豐橋、豐川稻荷方向     |

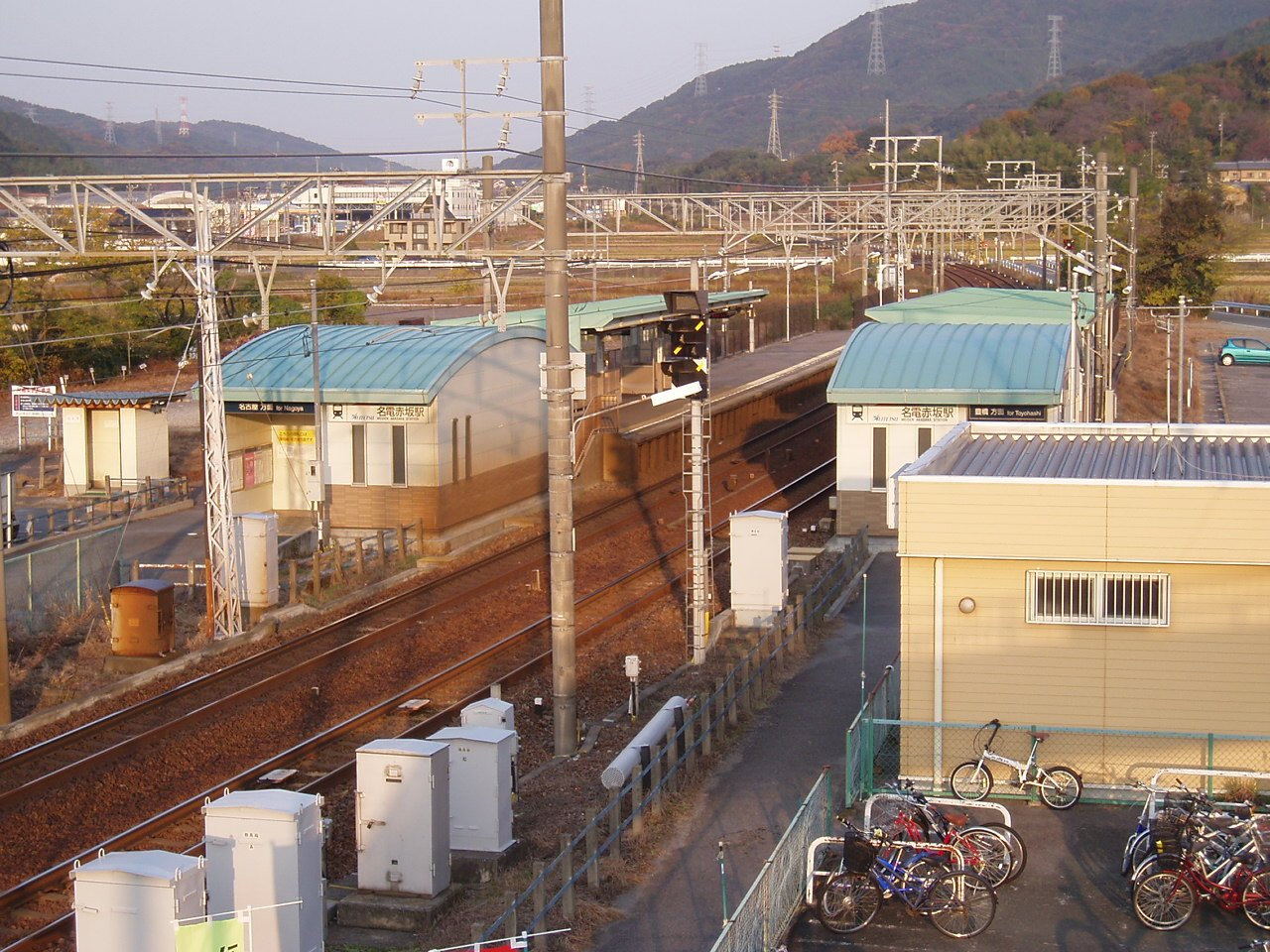
名電赤坂站全體 圖片上為名古屋方向
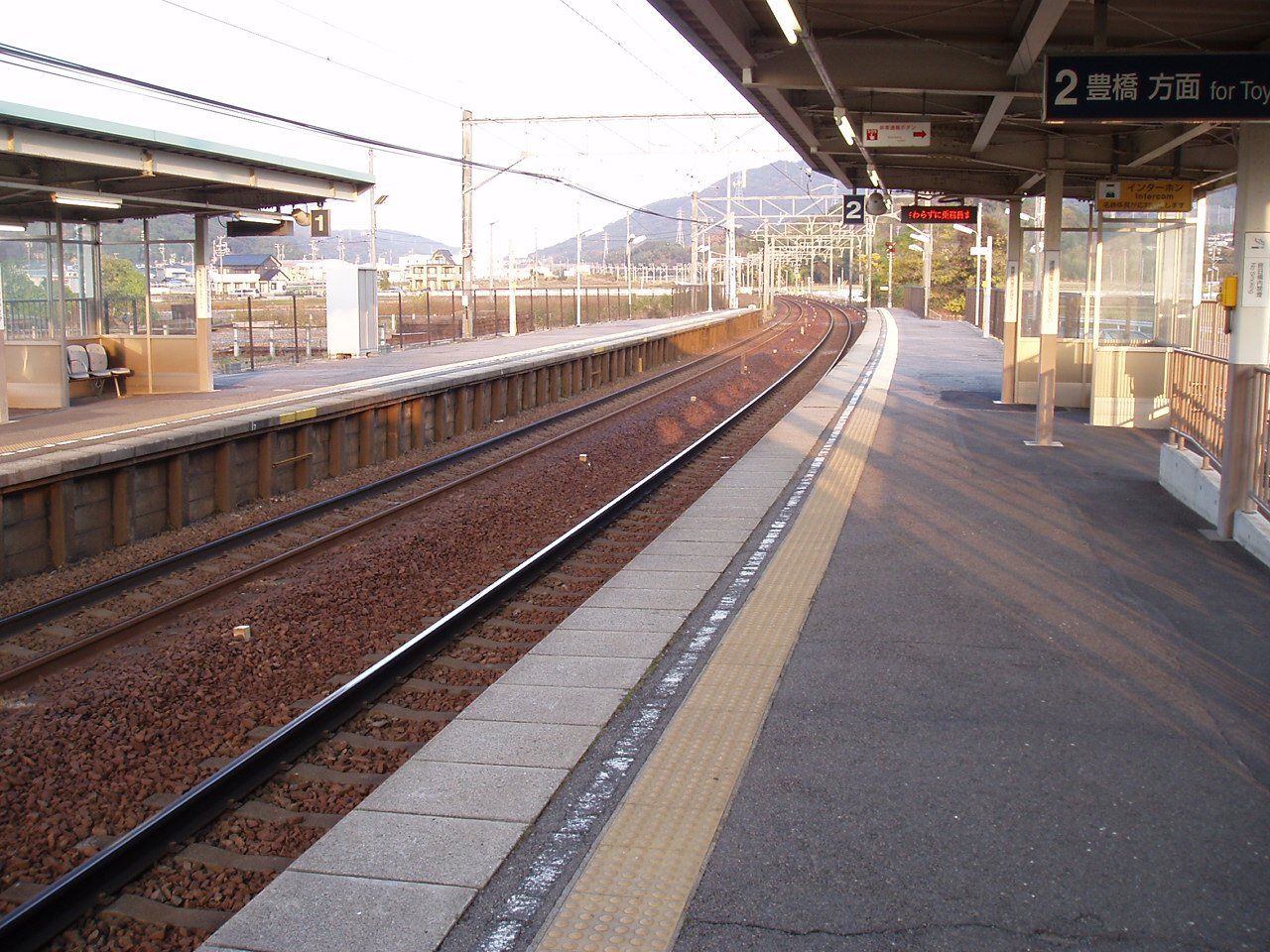
月台
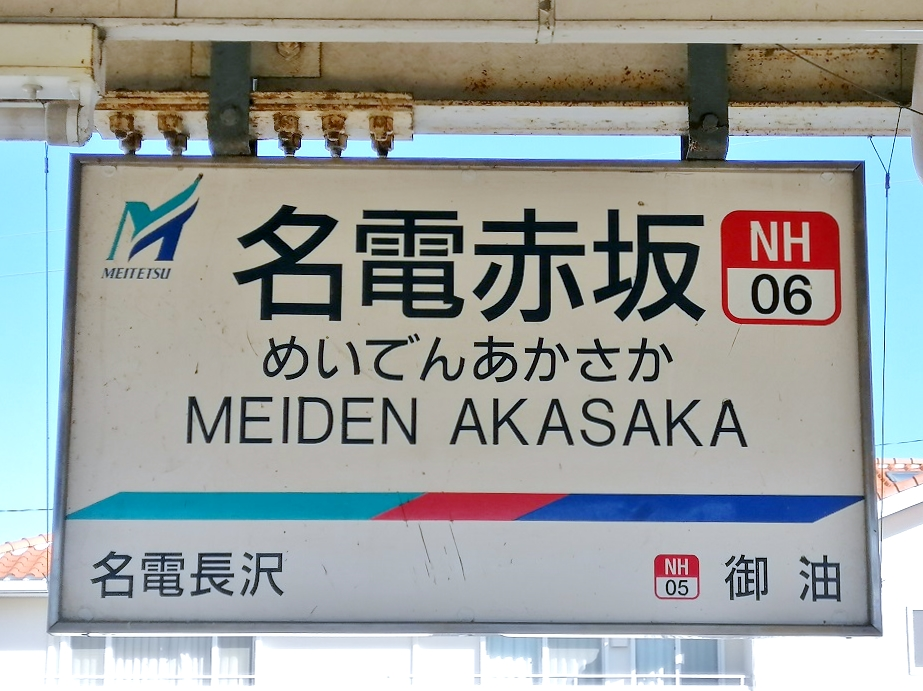
站名牌

### 配線圖
| ← 豐橋方向      | 名電赤坂站 構內配線略圖 | → 東岡崎、 名古屋方向 |
| 图例 参考文献： |                         |                       |

## 使用情況
| 年度   | 1日平均 上車人次 |
| ------ | ---------------- |
| 2013年 | 487              |
| 2014年 | 495              |
| 2015年 | 501              |
| 2016年 | 488              |
| 2017年 | 517              |

## 相鄰車站
名古屋鐵道
 名古屋本線
□快速特急、■特急、■急行、■準急
通過
■普通
御油（NH05）－名電赤坂（NH06）－名電長澤（NH07）

## 外部連結
- 名電赤坂 - 名古屋鐵道